# Casato di Egmond
Il casato di Egmond o Egmont prende il nome dalla città olandese di Egmond, nella provincia dell'Olanda Settentrionale, e durante il Medioevo giocò un importante ruolo nella storia dei Paesi Bassi.

## Storia
Gli Egmond furono una delle principali famiglie nobili della Contea d'Olanda durante il Medioevo. Si ritiene che il casato discenda dai re di Frisia e dai primi conti della futura Olanda, mantenendo una certa quantità di potere a causa della loro carica ereditaria di Voogd (advocatus, protettore) della potente abbazia di Egmond, nell'Olanda Settentrionale. La casata costruì la propria residenza ad Egmond aan den Hoef e divennero Signori di Egmond. Grazie a matrimoni opportunamente combinati furono in grado di aggiungere ai propri domini alcuni possedimenti strategicamente importanti, come la Signoria di IJsselstein e il territorio semi-sovrano dei Signori di Arkel.
La famiglia raggiunse una ancor maggiore prominenza nel periodo del dominio borgognone e asburgico dei Paesi Bassi. Nel tardo XV secolo, il ramo primogenito ottenne il controllo sul Ducato di Gheldria, mentre il ramo cadetto si divise in quello dei Conti di Egmond (elevati in seguito al rango di Principi di Gavere nel 1553) e in quello dei Conti di Buren e Leerdam. I rami maggiori della famiglia si trasferirono fuori dall'Olanda nei secoli XVI e XVII secolo, ma alcuni rami illegittimi (come quello dei conti bavaresi di Geldern-Egmond) prosperarono fino al XX secolo.
L'esecuzione di Lamoral, conte di Egmond, nel 1568 aiutò ad innescare la rivolta olandese che infine portò all'indipendenza dei Paesi Bassi, mentre Anna van Egmond-Buren, meglio nota in Olanda come Anna van Buren, fu la prima moglie di Guglielmo il Silente, guida del movimento di sollevamento nazionale. Ironicamente, nel 1573 sia l'abbazia di Egmond che il castello di Egmond vennero distrutti su ordine di Guglielmo.
Benché al giorno d'oggi il nome della famiglia non sia più utilizzato, esistono ancora discendenti in linea diretta del casato di Egmond.

## Sovrani di Egmond

### Signori di Egmond
- Radbold
- Wolbrand
- Dodo I
- Walger (m. 1036)
- Dodo II (m. 1074)
- Beerwout o Berwoud I (m. 1114)
- Beerwout o Berwoud II (1095 circa - 1158)
- Alberto (c. 1130 - 1168)
- Dodo III (1130 circa - 1200)
- Walter I (1158 - 1208)
- Guglielmo I (1180 - 1234)
- Gerardo I (1200 circa - 1242)
- Guglielmo II (1235 - 1304)
- Guglielmo III (1281 - 1312)
- Walter II (1283 - 1321)
- Giovanni I (1310 - 1369)
- Arnoldo (1337 - 1409)
- Giovanni II (1385 - 1451)
- Guglielmo IV (1412 - 1483)

### Conti di Egmond
- Giovanni III (1438 - 1516)
- Giovanni IV (1499 - 1528)
- Carlo I (m. 1541)
- Lamoral I (1522 - 1568), la cui esecuzione contribuì allo scoppio della guerra degli ottant'anni
- Filippo (1559 - 1590)
- Lamoral II (m. 1617)
- Carlo II (1567 - 1620)
- Luigi (1600 - 1654)
- Luigi Filippo (1630 - 1682)

## Membri importanti della famiglia
| Giovanni I (prima del 1310 - 1369) - Signore di Egmond e IJsselstein, statolder d'Olanda |  | |  | |
|                                                                                          |  | Arnoldo I (circa 1340 - 1409) - Signore di Egmond e IJsselstein |  | |
|                                                                                          |  | |  | |
|                                                                                          |  | |  | Giovanni II (circa 1385 - 1451) - Reggente di Gheldria, Signore di Egmond                                                                          |
|                                                                                          |  | |  | |
|                                                                                          |  | |  | Arnoldo (1410 - 1473) - Duca di Gheldria e conte di Zutphen                                                                                        |
|                                                                                          |  | |  | |
|                                                                                          |  | |  | Maria (1434 - 1463) - Regina consorte di Scozia, come moglie di Giacomo II                                                                         |
|                                                                                          |  | |  | |
|                                                                                          |  | Adolfo (1438 - 1477) - Duca di Gheldria e conte di Zutphen |  | |
|                                                                                          |  | |  | |
|                                                                                          |  | |  | Filippina (1467 - 1547) - Duchessa consorte di Lorena e Bar, come moglie di Renato II                                                              |
|                                                                                          |  | |  | |
|                                                                                          |  | Carlo (1467 - 1538 - Duca di Gheldria e conte di Zutphen |  | |
|                                                                                          |  | |  | |
|                                                                                          |  | Caterina (1439 - 1496) - Reggente di Gheldria |  | |
|                                                                                          |  | |  | |
|                                                                                          |  | Guglielmo IV (1412 - 1483) - Signore di Egmond e IJsselstein, statolder di Gheldria                                                                                |  | |
|                                                                                          |  | |  | |
|                                                                                          |  | |  | Giovanni III (1438 - 1516) - I conte di Egmond, VIII signore di Purmerend, Purmerland e Ilpendam, statolder d'Olanda, Zelanda e Frisia Occidentale |
|                                                                                          |  | |  | |
|                                                                                          |  | |  | Giovanni IV (1499 - 1528) - II conte di Egmond, IX signore di Purmerend, Purmerland e Ilpendam                                                     |
|                                                                                          |  | |  | |
|                                                                                          |  | |  | Carlo I (m. 1541) - III conte di Egmond, X signore di Purmerend, Purmerland e Ilpendam                                                             |
|                                                                                          |  | |  | |
|                                                                                          |  | Lamoral (1522 - 1568) - IV conte di Egmond, principe di Gavere e Steenhuyze, XI signore di Purmerend, Purmerland e Ilpendam, statolder delle Fiandre e Artois, etc |  | |
|                                                                                          |  | |  | |
|                                                                                          |  | |  | Filippo (1558 - 1590) - V conte di Egmond, principe di Gavere e Steenhuyze, XII (e ultimo) signore di Purmerend, Purmerland e Ilpendam             |
|                                                                                          |  | |  | |
|                                                                                          |  | |  | Lamoral II (m. 1617) - VI conte di Egmond, principe di Gavere e Steenhuyze                                                                         |
|                                                                                          |  | |  | |
|                                                                                          |  | Carlo II (1567 - 1620) - VII conte di Egmond, principe di Gavere e Steenhuyze, sposò Marie de Lens, signora d'Aubigny                                              |  | |
|                                                                                          |  | |  | |
|                                                                                          |  | |  | Alberta - sposò René de Renesse, I conte di Warfusée                                                                                               |
|                                                                                          |  | |  | |
|                                                                                          |  | Luigi (1600 - 1654) - VIII conte di Egmond, principe di Gavere e Steenhuyze                                                                                        |  | |
|                                                                                          |  | |  | |
|                                                                                          |  | |  | Luigi Filippo (1630 - 1682) - IX (e ultimo) conte di Egmond, principe di Gavere e Steenhuyze                                                       |
|                                                                                          |  | |  | |
|                                                                                          |  | Giorgio (1504 - 1559) - Vescovo di Utrecht |  | |
|                                                                                          |  | |  | |
|                                                                                          |  | Federico (circa 1440 - 1521) - Conte di Buren e Leerdam, signore di IJsselstein, etc                                                                               |  | |
|                                                                                          |  | |  | |
|                                                                                          |  | |  | Fiorenzo (1470 - 1539) - Conte di Buren e Leerdam, statolder di Gheldria e Frisia                                                                  |
|                                                                                          |  | |  | |
|                                                                                          |  | |  | Massimiliano (1509 - 1548) - Conte di Buren, Leerdam e Lingen, statolder di Frisia                                                                 |
|                                                                                          |  | |  | |
|                                                                                          |  | |  | Anna (1533 - 1558) - Contessa di Lingen, Buren e Leerdam, signora di IJsselstein, etc                                                              |
|                                                                                          |  | |  | |
|                                                                                          |  | Anna la Maggiore (1504 - 1574) - Contessa di Horne |  | |
|                                                                                          |  | |  | |
|                                                                                          |  | Guglielmo (m. 1494) - statolder di Gheldria |  | |
|                                                                                          |  | |  | |

## Stemma e varie
Lo stemma del casato di Egmond è riportato nell'Armoriale di Gheldria, sul verso del folio 83. La famiglia irlandese dei Perceval, che erroneamente pretende di discendere dal casato di Egmond, è stata ammessa nella paria d'Irlanda come Conti di Egmont nel 1722.